# Invasions 99
Invasions 99 est une anthologie de dix-neuf nouvelles de science-fiction et de fantasy réunies par Gilles Dumay, publiée en février 1999.  

## Description
Cette anthologie comprend  dix-sept récits de science-fiction (avec trois interludes écrits par Marc Séassau), sur le thème de l'invasion extraterrestre. Elle est organisée en quatre parties, « Hier », « Aujourd'hui », « Demain » et « Autres », alternant nouvelles humoristiques, sérieuses et uchroniques,,. C’est le premier livre en grand format publié par la maison d’édition Le Bélial', sous une couverture de Jeam Tag.

## Accueil
L’accueil critique est favorable, avec des nuances selon les nouvelles. Dominique Warfa estime que l’ensemble tient le coup, et que les auteurs francophones, confrontés à des auteurs anglo-saxons souvent plus connus, ne déçoivent pas.

## Nouvelles
- John Kessel : Envahisseurs (titre original : Invaders)
- Geoffrey A. Landis : Les Habitudes singulières des guêpes (titre original : The Singular Habits of Wasps)
- Walter Jon Williams : Les Diables étrangers (titre original : Foreign Devils)
- Howard Waldrop : La Nuit des tortues (titre original : Night of the Cooters)
- Thomas Day : Cette année-là, l'hiver commença le 22 novembre
- Francis Mizio : L'Événement des événements
- Marc Séassau : Nouveau monde
- Andrew Weiner : Streak (titre original : Streak)
- Paul J. McAuley et Kim Newman : Résidus (titre original : Residuals)
- Pat Cadigan : J'ai été l'objet sexuel des dieux (titre original : Love Toys of the Gods)
- André-François Ruaud : Imago
- Marc Séassau : L'Arche de Néo
- Johan Heliot : Tu n'oublieras point
- Marie-Pierre Najman : Les Sondes
- Marc Séassau : Mars brothers
- Philippe Curval : Journal contaminé
- Patrick Raveau : Le Syndrome du caméléon
- Claude Ecken : Fantômes d'univers défunts
- Dominic Green : Les Mystères de la Sainte-Propulsion (titre original : Moving Mysteriously)